# Milana Vlaović Kovaček
Milana Vlaović Kovaček (djevojačko: Bebić; Metković, 23. srpnja 1971.) je hrvatska diplomirana novinarka, skladateljica, spisateljica i kolumnistica.

## Novinarska karijera
Osnovnu i srednju školu završila je u Metkoviću, a s 18. godina odlazi na Pravni fakultet u Zagrebu. Za vrijeme studiranja radila je kao honorarni suradnik na HTV-u i pisala intervjue s osobama iz javnog života za magazin Pop Extra te za prilog TV Best u Globusu.
Zbog privatnih razloga seli se prvo dvije godine u Padovu, potom četiri godine u Valenciju, te još četiri godine u Atenu. 2004. godine vraća se u Zagreb i nastavlja skladateljsku, književnu i novinarsku karijeru pišući kolumne u različitim hrvatskim dnevnim novinama, poput Jutarnjeg lista, i tjednicima.
2008. diplomirala je novinarstvo na Fakultetu političkih znanosti u Zagrebu. Već dugi niz godina piše kolumne za lifestyle magazin Storybook u kojem radi opširne, biografske intervjue s istaknutim osobama iz svijeta kazališta, filma, glazbe i televizije.
2015. završila je četverogodišnju edukaciju iz integrativne psihoterapije.

## Glazbena karijera
Od dolaska u Zagreb počela je surađivati s raznim hrvatskim glazbenicima. Već 1990. nastupa u pratećem sastavu s Tajči na Pjesmi Eurovizije u Zagrebu s pjesmom "Hajde da ludujemo". Predstavljajući tadašnju Jugoslaviju, osvojili su 7. mjesto u natjecanju.
S 25 godina počela je pisati tekstove i glazbu za pop skladbe, a 2002. godine njezina pjesma "Sasvim sigurna" (engleska verzija: "Everything I Want"), u izvođenju Vesne Pisarović, pobijedila je na Dori, te je predstavljala Hrvatsku na Pjesmi Eurovizije gdje je osvojila 11. mjesto.
Potpisala je glazbu i tekstove za ukupno šest studijskih albuma Vesne Pisarović i Lane Jurčević, koji su dosegli zlatne i srebrne tiraže. Njene skladbe nagrađene su na brojnim glazbenim festivalima, kao što su Melodije hrvatskog Jadrana, Zlatne žice Slavonije, Dora, a skladba "Prava ljubav", koju izvode Lana Jurčević i Luka Nižetić, ponijela je titulu Hit godine 2006. godine.
Članica je Hrvatskog društva skladatelja.

## Književna karijera
Do sada su joj objavljena četiri prozna djela:
- „Blato“, V.B.Z., 2007.[1]
- „Bomboni od meda“, Naklada Ljevak, 2011.
- „Rašeljka i druge žene“, EPH, 2013.
- „Glad“, HENA COM, 2016.[5]

2013. u suradnji s Podravkom objavila je knjigu „Priče o nedjeljnom kolaču“ u izdanju EPH.
Članica je Hrvatskog društva pisaca.

## Obitelj
- Milanina sestra Branka Bebić Krstulović poznata je hrvatska manekenka i Miss Hrvatske 1994.
- Milana je od 1993. do 2011. bila u braku s hrvatskim nogometnim reprezentativcem Goranom Vlaovićem s kojim ima troje djece.